# Ivan Tsjerski

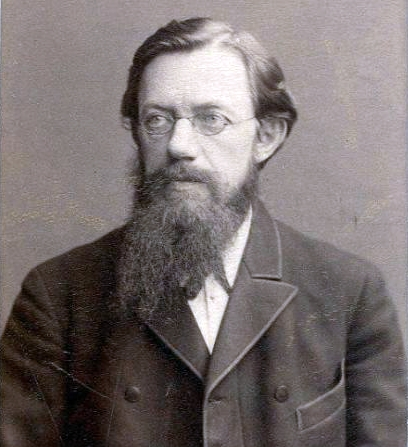
Ivan Dementjevitsj Tsjerski

Ivan Dementjevitsj Tsjerski (Russisch: Иван Дементьевич Черский, Pools: Jan Czerski) (landgoed Svolna (oejezd Drissa, gouvernement Vitebsk (nu Wit-Rusland)), 3 mei 1845 - nabij Kolymskoje (Rusland), 7 juli 1892) was een Pools geograaf, geoloog, paleontoloog en ontdekkingsreiziger. Hij werd veroordeeld tot dwangarbeid en verbannen naar de stad Omsk voor zijn rol in de Januari-opstand van 1864.
- Gemeinsame Normdatei: 119541092
- International Standard Name Identifier: 0000 0000 3235 1965
- Library of Congress Control Number: n88114657
- Nationale Bibliotheek van Letland: 000130895
- Nationale Bibliotheek van Israël: 987007451419905171
- Virtual International Authority File: 3840365